# Johny Léonard
Johny Léonard (ur. 3 października 1941) – luksemburski piłkarz, reprezentant kraju grający na pozycji napastnika.
Karierę zaczynał w swojej ojczyźnie, w zespole Union Luxembourg. Trzykrotnie, w 1964, 1965 i 1966 zostawał królem strzelców najwyższej klasy rozgrywkowej. W 1967 odszedł do francuskiego Metz, gdzie grał przez dwa sezony, gdzie rozegrał – we wszystkich rozgrywkach – 72 mecze i zdobył 33 bramki. Grał również w belgijskim KAA Gent. W reprezentacji Luksemburga debiutował 11 listopada 1962 w meczu z Holandią i do 1970 rozegrał 32 spotkania, strzelając 8 bramek.